# Tratado de paz israelo-egípcio

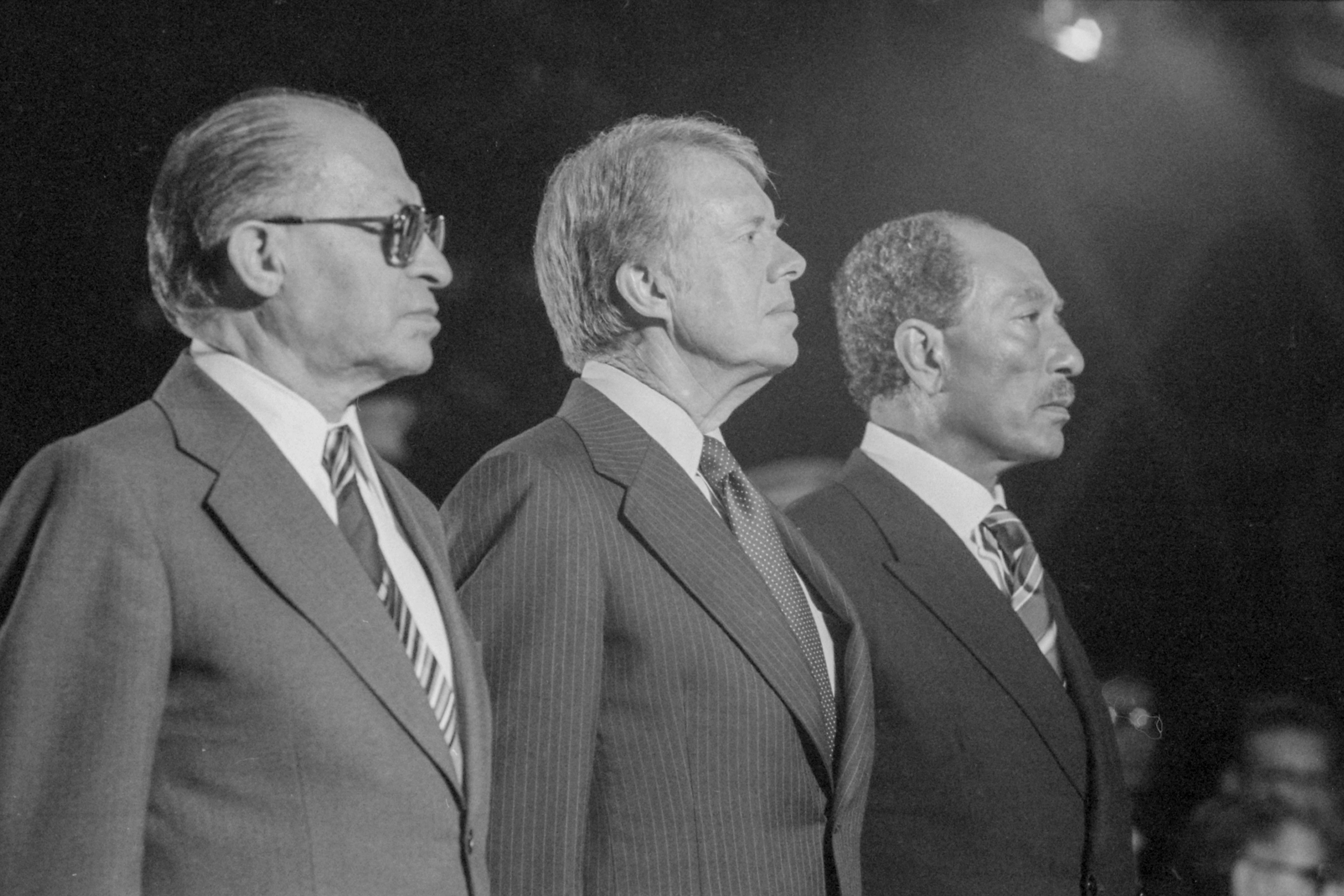
Begin, Carter e Sadat em Camp David, no momento da assinatura do tratado de paz entre Israel e Egito.

O Tratado de paz israelo-egípcio (em árabe: معاهدة السلام المصرية الإسرائيلية; translit.: Mu`āhadat as-Salām al-Masrīyah al-'Isrā'īlīyah) (em hebraico:  הסכם השלום בין ישראל למצרים; translit.: Heskem HaShalom Bein Yisrael LeMitzraim) foi assinado em Washington, DC, Estados Unidos, em 26 de março de 1979, após os Acordos de Camp David (1978).
Os principais pontos do tratado eram o mútuo reconhecimento de ambos os países, a cessação do estado de guerra que permanecia desde a Guerra árabo-israelense de 1948, e a completa retirada por Israel de suas forças armadas e civis do resto da Península do Sinai, capturada por Israel durante a Guerra dos Seis Dias (1967). O acordo também garantia a passagem livre dos navios de Israel através de Canal de Suez e o reconhecimento do Estreito de Tiran e do Golfo de Aqaba como águas internacionais.
O acordo de paz foi firmado 16 meses depois da visita do presidente egípcio, Anwar Sadat, a Israel, em 1977, depois de intensa negociação. Com o acordo, o Egito tornou-se o primeiro país árabe a reconhecer oficialmente o Estado de Israel.

## Cumprimento do tratado
Em 18 de maio de 1981 o Presidente do Conselho de Segurança da ONU informou que as Nações Unidas não poderiam fornecer uma força de observação, em razão da ameaça de veto por parte da URSS. Em razão do impasse, Egito, Israel e Estados Unidos abriram negociações para criar uma organização para a manutenção da paz, independente da ONU. Em 3 de agosto de 1981, foi assinado o Protocolo para o Tratado de Paz, estabelecendo a Multinational Force & Observers (MFO), para monitorar as partes quanto ao cumprimento dos termos do tratado.

## Outras conferências diplomáticas e acordos entre árabes e Israel
- Conferência de Paz de Paris (1919)
- Acordo Faisal-Weizmann (1919)
- Armistício israelo-árabe de 1949
- Acordos de Camp David (1978)
- Conferência de Madri (1991)
- Acordos de paz de Oslo (1993)
- Tratado de paz Israel-Jordânia (1994)
- Cúpula de Camp David (2000)